# Хазенкруг
Хазенкруг (њем. Hasenkrug) општина је у њемачкој савезној држави Шлезвиг-Холштајн. Једно је од 95 општинских средишта округа Зегеберг. Према процјени из 2010. у општини је живјело 357 становника. Посједује регионалну шифру (AGS) 1060035.

## Географски и демографски подаци
Хазенкруг се налази у савезној држави Шлезвиг-Холштајн у округу Зегеберг. Општина се налази на надморској висини од 11 метара. Површина општине износи 5,2 km². У самом мјесту је, према процјени из 2010. године, живјело 357 становника. Просјечна густина становништва износи 69 становника/km².